# Cantone di Saint-Nazaire-Centre
Il Cantone di Saint-Nazaire-Centre era una divisione amministrativa dell'Arrondissement di Saint-Nazaire.
È stato soppresso a seguito della riforma complessiva dei cantoni del 2014, che è entrata in vigore con le elezioni dipartimentali del 2015
Comprendeva parte della città di Saint-Nazaire.